# Hugh Chisholm

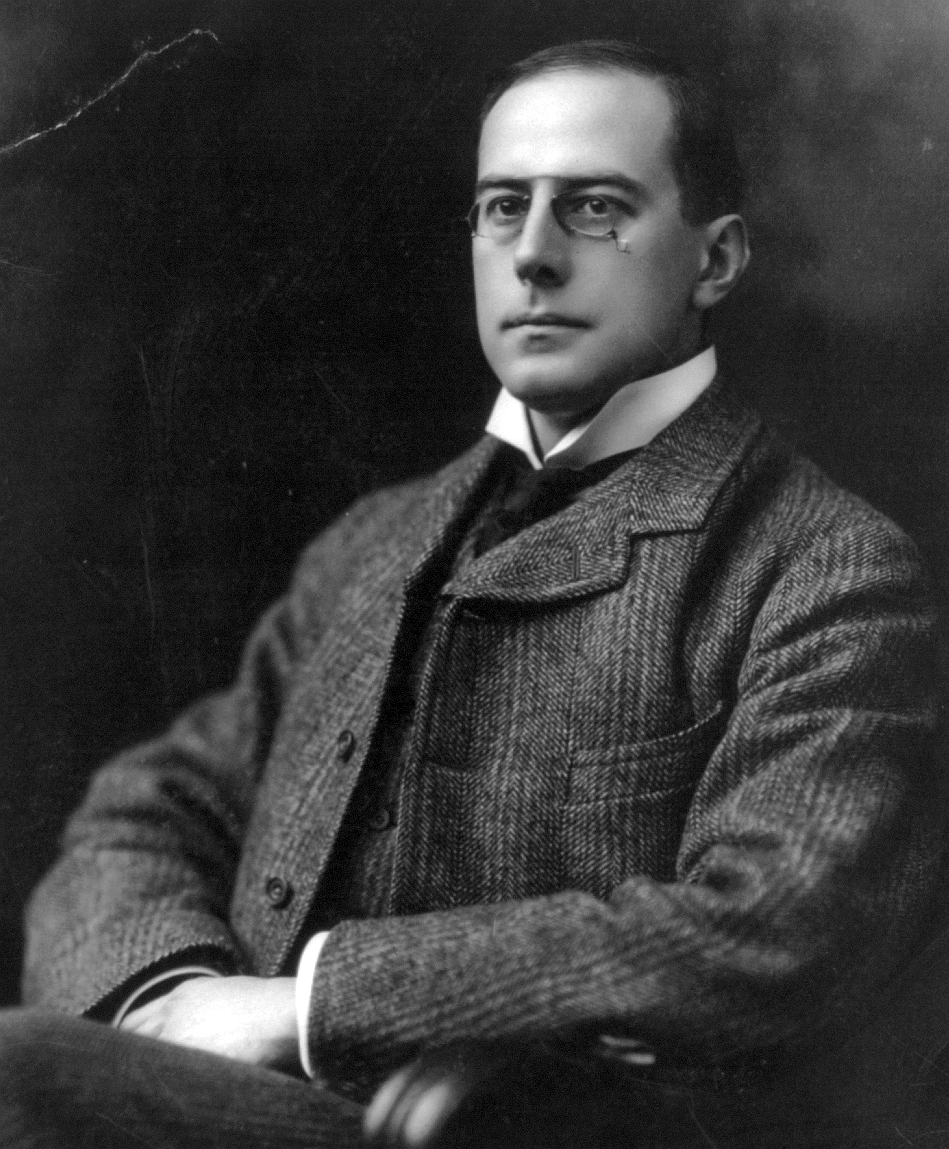
Hugh Chisholm, 1903

Hugh Chisholm (* 22. Februar 1866 in London; † 29. September 1924 ebenda) war ein britischer Journalist sowie der Herausgeber der 10., 11. und 12. Ausgabe der Encyclopædia Britannica.

## Leben
Er ist der Sohn von Henry William Chisholm (1809–1901), Warden of the Standards (d. h. Direktor der britischen Amts für Gewichte und Maße im Board of Trade). Hugh Chisholm erhielt seine Ausbildung an der Felsted School und in Christ Church College in Oxford, wo er 1888 mit Bestnote in Literae Humaniores abschloss. Er bildete sich als Barrister weiter und wurde 1892 in die Honorable Society of Middle Temple, eine der vier englischen Anwaltskammern, aufgenommen.
Er arbeitete ab 1892 für die St James’s Gazette als Assistenz-Herausgeber und wurde 1897 zum Herausgeber ernannt. In diesen Jahren verfasste er zahlreiche Artikel zu politischen, finanziellen und literarischen Themen in Wochenzeitschriften und Monatszeitschriften und wurde als Literaturkritiker und konservativer Publizist bekannt. 1899 wechselte er zum Standard als Chefredakteur (chief leader-writer) und ein Jahr später zur Times als Mitherausgeber neben Donald Mackenzie Wallace und Arthur Twining Hadley (1856–1930) von der Yale University der 11-bändigen 10. Ausgabe der Encyclopædia Britannica. 1903 wurde er leitender Herausgeber (editor-in-chief) der 11. Ausgabe, die unter seiner Leitung 1910 fertiggestellt wurde und 1911 als Ganzes und in 29 Bänden von der Cambridge University Press veröffentlicht wurde. Anschließend gab er das Britannica Year-Book (1913) heraus.
Chisholm war als Alternative zu Dawson als neuer Herausgeber der Times vorgeschlagen worden, und 1913, nach seiner Rückkehr aus Amerika, wo er den Druck des Britannica-Jahrbuchs beaufsichtigt hatte, wurde er Tagesherausgeber, im August 1913 dann Geschäftsführer der Firma. Er war Finanzchef (financial editor) während des Ersten Weltkriegs und trat 1920 zurück, als er die Redaktion der drei Bände übernahm, die die 12. Ausgabe der Encyclopædia Britannica bildeten, die 1922 veröffentlicht wurde.
Die Mathematikerin Grace Chisholm Young ist seine Schwester.